# Aniela Ostaszewska
Aniela Ostaszewska (ur. 27 kwietnia 1882 w Sannikach, zm. 16 czerwca 1937 w Klimkówce) – właścicielka majątku ziemskiego Klimkówka, autorka dziennika z czasów I wojny światowej opisującego wojnę na Podkarpaciu.

## Życiorys
Była córką Feliksa i Ludmiły Sękowskich, właścicieli majątku Sanniki. Po stracie rodziców w wieku dwóch lat wychowywana była przez krewnych w majątku Wydrna. Uczęszczała do szkół sióstr niepokalanek w Jarosławiu i urszulanek w Krakowie.
W wieku 18 lat wyszła za mąż za Stanisława Ostaszewskiego, właściciela Klimkówki, wnosząc mu w posagu Sanniki. 
Jest autorką dziennika opisującego I wojnę światową na Podkarpaciu. Diariusz obejmuje okres od sierpnia 1914 r. do 24 kwietnia 1915 r. Zaprzestała pisać miesiąc przed śmiercią męża, który zmarł po ciężkiej chorobie 31 maja 1915. Dziennik został wydany na podstawie oryginału przechowywanego w Zakładzie Narodowym im. Ossolińskich we Wrocławiu.
W okresie międzywojennym prowadziła wysoko uprzemysłowiony majątek w Klimkówce. 
Zmarła 16 czerwca 1937. 
Z małżeństwa ze Stanisławem Ostaszewskim miała czworo dzieci: Józefa Ostaszewskiego (1904-1989), Marię Rodich-Laskowską, Zofię Tarnowską i Izabellę Zielińską.